# 阮福昇 (福隆公)
阮福昇（越南语：／；1762年12月21日—1819年7月29日），習稱尊室昇（越南语：／），廣南阮主第八代領袖阮福濶的第十八子。

## 生平
阮福昇生於景興二十三年十一月初七日（1762年12月21日），生母為右宮嬪宋氏。景興三十五年（1774年），睿宗阮福淳逃往嘉定，阮福昇與之失散，被西山軍抓獲。當時西山軍統領阮真想把女兒嫁給他，就極力維護了阮福昇的安全，使其免於拘禁，只是軟禁在住處。景興五十四年（1793年），阮福昇在江邊釣魚時發現江中漂著一具男屍，於是給男屍換上自己的衣服，以此詐死逃亡。他聽說侄子阮福映正率軍進攻歸仁城，於是和侄子阮福廉租船渡海前往阮福映軍營。阮福映為了歡迎叔父回來，下令開宴慶祝，並加封阮福昇為國叔掌奇郡公，禮遇優厚。景興六十二年（1801年），阮福昇離開嘉定，前往阮福映軍營，跟隨阮福映收復富春。阮福映外出征戰的時候，阮福昇負責留守京城。
嘉隆十六年（1817年），阮福映加封其為福隆公（越南语：／）。嘉隆十八年六月初八日（1819年7月29日），阮福昇去世，享年五十八歲。阮福映悲痛不已，下令以宋制親王喪的規格禮葬阮福昇，輟朝五日，賜諡和靖。
阮福昇在世時，阮福映從不以名稱呼他，而是稱之為“國叔公”；每次接見阮福昇時也必然起身相迎。

## 子女
阮福昇有四子：
- 長子尊室晟，早卒
- 次子尊室永，明命年間襲封福隆侯
- 三子尊室祥，蔭授助國郎
- 四子尊室垂，蔭授助國郎

阮福昇還有一女尊女氏玉梨，嫁綏盛郡公張登桂，有四子二女。